# コパ・イベロアメリカーナ
コパ・イベロアメリカーナ（Copa Iberoamericana）は、かつて行われていたサッカー大会である。南米サッカー連盟（CONMEBOL）とスペインサッカー連盟（RFEF）のあいだで交わされた合意に基づき、コパ・オーロとコパ・デル・レイの優勝チームが対戦する大会として設立された。
1994年に1回のみが開催され、ボカ・ジュニアーズとレアル・マドリードが対戦しレアル・マドリードが優勝した。

## 大会結果
| 年   | ホームチーム             | スコア | アウェーチーム     | 会場                                  |
| ---- | ------------------------ | ------ | ------------------ | ------------------------------------- |
| 1994 | レアル・マドリード       | 3 - 1  | ボカ・ジュニアーズ | サンティアゴ・ベルナベウ (マドリード) |
| 1994 | ボカ・ジュニアーズ       | 2 - 1  | レアル・マドリード | ラ・ボンボネーラ (ブエノスアイレス)   |
| 1994 | 優勝: レアル・マドリード |        |                    |                                       |